# Ensete ventricosum
Ensete ventricosum, conocido comúnmente como  bananero de Etiopía, bananero de Abisinia, falsa banana, o ensete, es una especie dentro de las  plantas con flores dentro del género Ensete y dentro de la familia Musaceae que es la de la banana. El nombre Ensete ventricosum fue publicado por primera vez en 1948 en el Kew Bulletin, 1947, p. 101. Es una planta nativa de la zona este del altiplano africano y se extiende hacia el norte desde el Transvaal a Mozambique, Zimbabue, Malaui, Kenia, Uganda y de Tanzania a Etiopía, y al oeste hacia el Congo, se encuentra en bosques muy lluviosos de las montañas y al lado de cursos de agua.
Se cultiva como alimento y se utiliza en jardinería pero no resiste las heladas.

## Descripción
Está considerado como un árbol leñoso (en realidad una planta perenne gigante monocárpica) que alcanza los 6 m de altura, sus hojas son grandes, 5 m de largo y 1 m de ancho y recuerdan a las del bananero, tienen una costilla de color salmón. Florece una sola vez durante la vida de la planta y lo hace en forma de una gran panícula. Los frutos son similares a bananas comestibles cultivadas, también son comestibles, pero son insípidas, y presentan unas semillas duras cúbicas. Después de la floración esta planta muere.

## Uso en agricultura
"Proporciona más alimento por unidad superficie que la mayoría de cereales. 40-60 plantas son suficientes para alimentar una familia de 5 a 6 miembros." – Country Information Brief, FAO June 1995
E. ventricosum en Etiopía es el cultivo de raíz más importante. Su raíz es la parte comestible más importante y una raíz puede pesar 40 kg. Puede tolerar la sequía mejor que la mayoría de cereales. Esta planta en general se propaga por sus rebrotes. El rendimiento alcanza los  10.000 kg por hectárea. A veces se cultiva asociada con el sorgo o las plantas del café.